# Villa Pamphili
Villa Pamphili è la zona urbanistica 16X del Municipio Roma XII di Roma Capitale.
Si estende sul quartiere Q. XII Gianicolense.

## Geografia fisica
Il territorio corrisponde a quello della villa Doria Pamphilj, dalla quale prende il nome.

### Territorio
La zona urbanistica confina:
- a nord con la zona urbanistica 18A Aurelio Sud
- a sud-est con la zona urbanistica 16D Gianicolense
- a sud-ovest con la zona urbanistica 16B Buon Pastore